# Boris Avrukh
Boris Leonidovič Avrukh o Avruch (in russo Борис Леонидович Аврух?; Karaganda, 10 febbraio 1978) è uno scacchista israeliano, fino al 1992 sovietico, Grande maestro.
Nato in Kazakistan, si trasferì negli anni 1990 in Israele.
Con la squadra nazionale israeliana ha partecipato a sei Olimpiadi dal 1998 al 2008, vincendo un oro individuale alle olimpiadi di Ėlista 1998 e un argento di squadra alle olimpiadi di Dresda 2008.
Nel 1990 vinse il campionato del mondo Under-12 a Fond du Lac negli Stati Uniti.
Tra gli altri migliori risultati i seguenti:
- 1997: vince il campionato di Parigi
- 2000: =1º a Biel con Alexander Huzman
- 2001: 1º a Biel

Ha raggiunto il massimo rating Elo in ottobre 2008, con 2 657 punti.
Nella lista FIDE di aprile 2009 ha 2 647 punti.